# 旦過站
旦過站（日语：／ Tanga eki */?），是一個位於福岡縣北九州市小倉北區魚町四丁目，北九州高速鐵道的鐵路車站。車站編號為03。

## 歷史
- 1985年（昭和60年）1月9日 - 開業。

## 車站構造

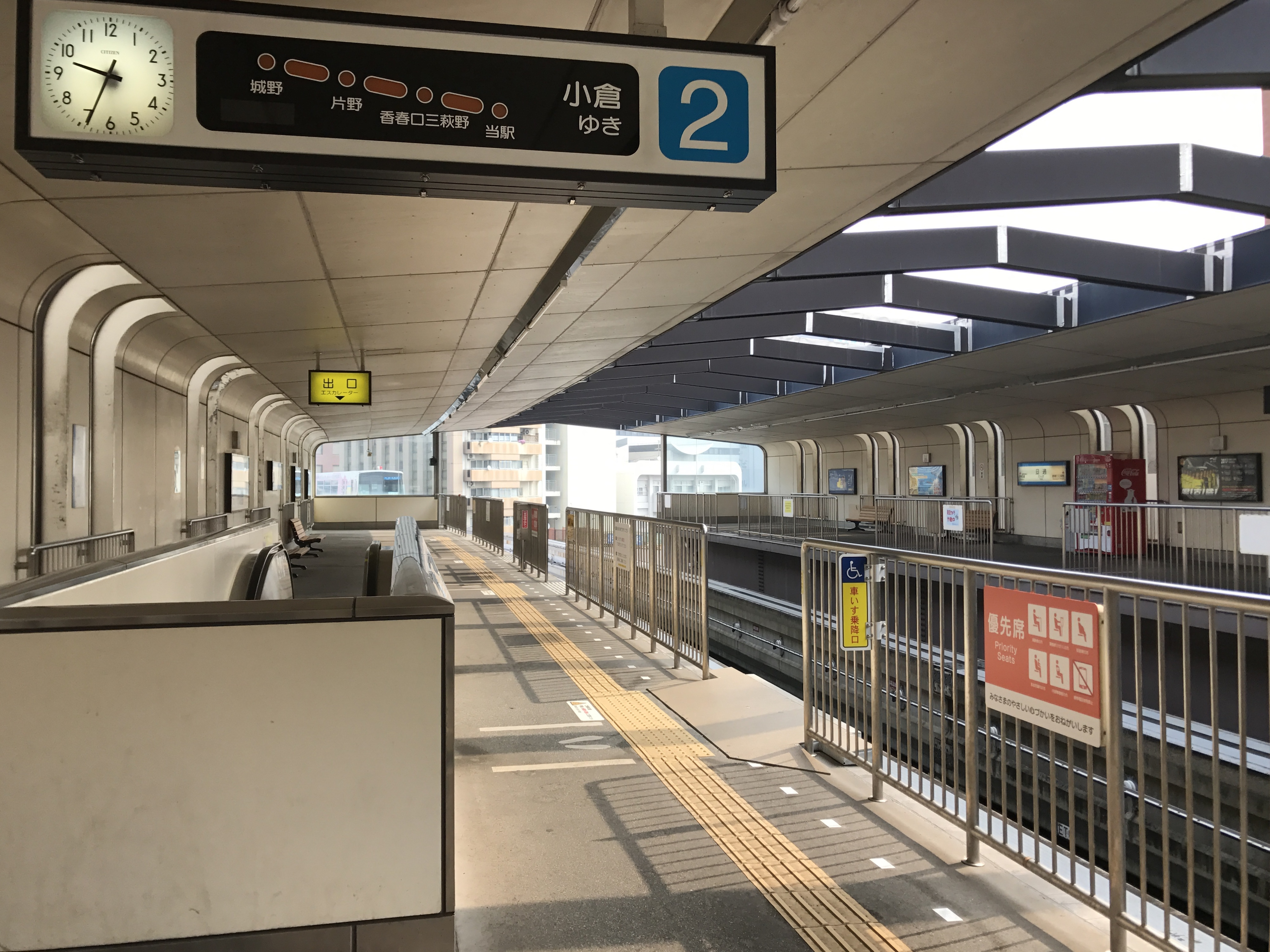
月台

側式月台2面2線的高架車站。
| 月台 | 路線    | 目的地                |
| ---- | ------- | --------------------- |
| 1    | ■小倉線 | 往 北方、志井、企救丘 |
| 2    | ■小倉線 | 往 小倉               |

## 使用狀況
2019年度的1日平均上下車人次為3,671人。

## 車站周邊
- 北九州市立醫療中心
- 北九州市立文學館
- 旦過市場
- 勝山公園
- 北九州市立中央圖書館
- 綜合保健福祉中心
- 北九州市立商工貿易會館
- 天神島市營停車場
- 第一交通産業本社
- 南日本銀行 小倉分行
- 伊予銀行 北九州分行
- 廣島銀行 北九州分行
- HOTEL1-2-3小倉
- CROSS FM 舊本社
- 小倉北消防署
- 北九州第二合同廳舍
- 小倉北區役所

## 鄰近車站
北九州高速鐵道
■小倉線
平和通（02） - 旦過（03） - 香春口三萩野（04）

## 外部連結
- 旦過駅(モノレール） （页面存档备份，存于）（路線情報）